# Großes Torfmoor

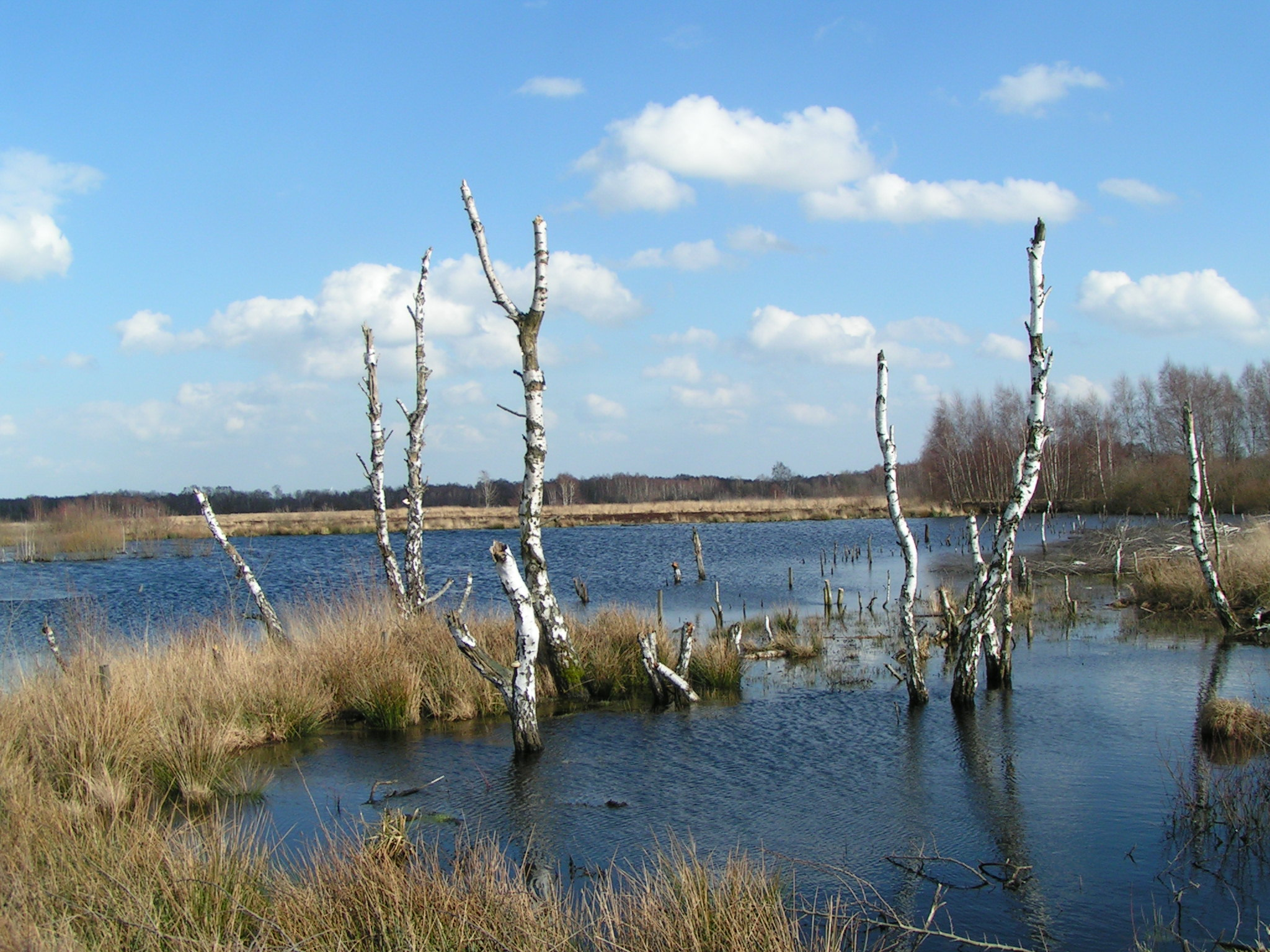
Wiedervernässte Flächen mit abgestorbenen Birkenstämmen

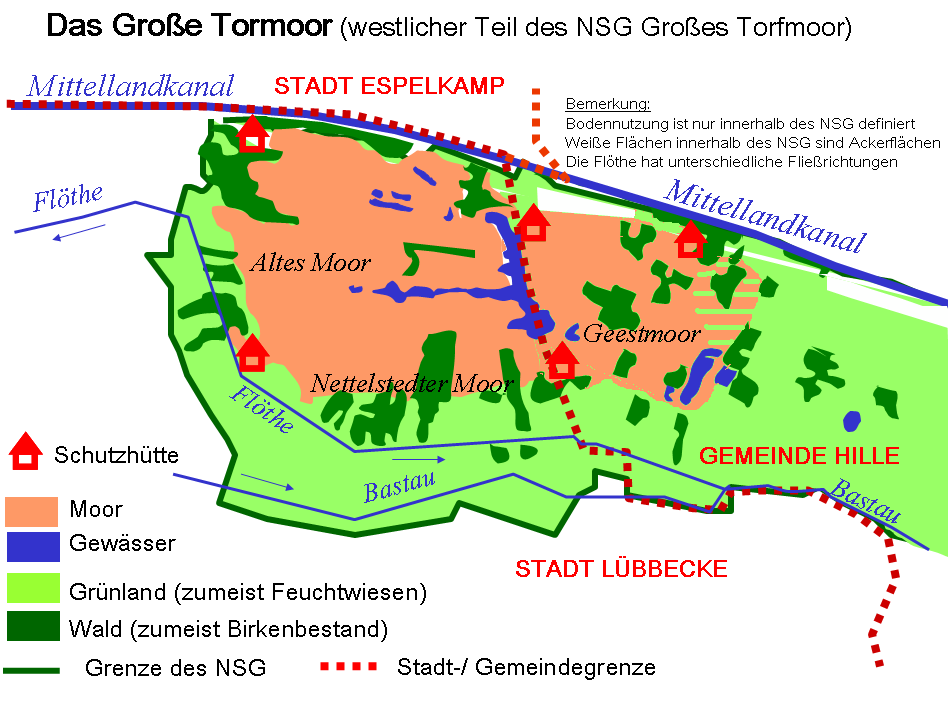
Im Osten geht das Moor allmählich in die Bastau-Wiesen über

Das Naturschutzgebiet Großes Torfmoor (auch: Hiller Moor oder Nettelstedter Moor) ist ein Hochmoor im Nordosten Nordrhein-Westfalens in den Gemeinden Lübbecke und Hille. Das Moor liegt in einer Niederung zwischen Wiehengebirge und Mittellandkanal und ist mit 467 ha das bedeutendste Hochmoor Westfalens.

## Lage
Das Moor liegt im Grenzgebiet der Stadt Lübbecke und der Gemeinde Hille im Kreis Minden-Lübbecke. Im Norden wird es begrenzt durch den Mittellandkanal. Seit einigen Jahren wird auch das ostwärts sich anschließende Gebiet, ein 2 bis 3 km breiter Streifen südlich des Kanals, die Mindener Wiesen einschließend, bei dem es sich aber um landwirtschaftlich extensiv genutzte Feuchtwiesen handelt, zum „Naturschutzgebiet Großes Torfmoor“ gerechnet.

## Entstehung
Vor etwa 11.000 Jahren bildete die Weser im Bereich des heutigen Moores einen Rinnensee. Die Weser wurde damals durch Gletscher daran gehindert, wie heute einen nördlichen Verlauf zu nehmen, und verlief nördlich des Wiehengebirges in westlicher Richtung. Als die Gletscher abschmolzen und die Weser wieder nordwärts floss, verlandete der Rinnensee und wurde ein Moor, das sich über 20 Kilometer nördlich des Wiehengebirges parallel zu diesem Gebirge hinzog. Die maximale Breite dieses „Urmoores“ betrug damals noch drei Kilometer. Zunächst entwickelte sich ein Niedermoor, dann aber nach und nach ein Hochmoor, dessen Reste heute als Großes Torfmoor bezeichnet werden.
Bis in die 1950er Jahre wurde das Moor entwässert. Intensiv begann die Entwässerung zu Beginn des 20. Jahrhunderts. Die zahlreichen und fischreichen Gewässer auf dem Moor wurden in die Flöthe, später auch in die Bastau entwässert. Die heutigen Moorseen sind nur ein kleiner Rest dieser ursprünglichen Seen und überwiegend Reste des Torfabbaus, also keine natürlichen Seen. Vor der Entwässerung besaß das Moor eine Mächtigkeit von 9 bis zwölf Metern. Auch wurden zahlreiche Flächen in extensiv nutzbare Heideflächen umgeformt. Im Moor wurde wohl vom 17. Jahrhundert bis zur Mitte des 20. Jahrhunderts Torf gestochen. Die Torfe wurden als Brennmaterial oder als Baumaterial zur Ausfachung der Fachwerkhäuser genutzt. Später wurde der Abstich auch als Bademoor für die Kurorte der Umgebung, z. B. Bad Oeynhausen genutzt. Zeugnis dafür sind zahlreiche Teiche; das größte stehende Gewässer ist ein namenloser See von 9 ha Größe, alle anderen Teiche sind kleiner als 1 ha. Infolge der Ausweisung des Naturschutzgebietes wurden viele Drainagekanäle abgedichtet, Stauwerke eingezogen und die atypischen Gehölze gefällt, da diese im jetzt wieder deutlich feuchteren Hochmoor abgestorben wären. Im Gegenzug wurden aber typische Bruchwaldbäume wie Erlen aufgeforstet.

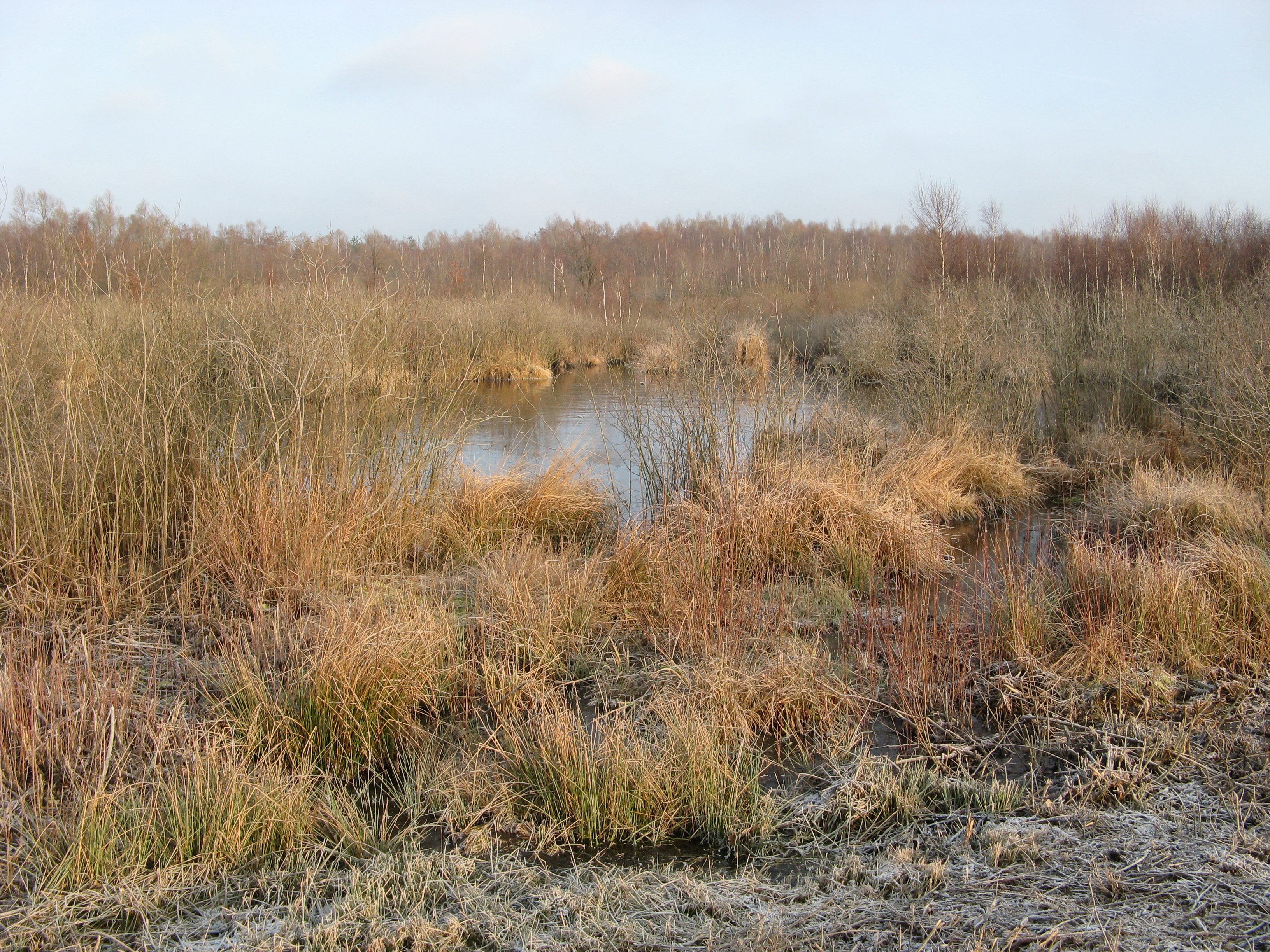
Moor im Winter
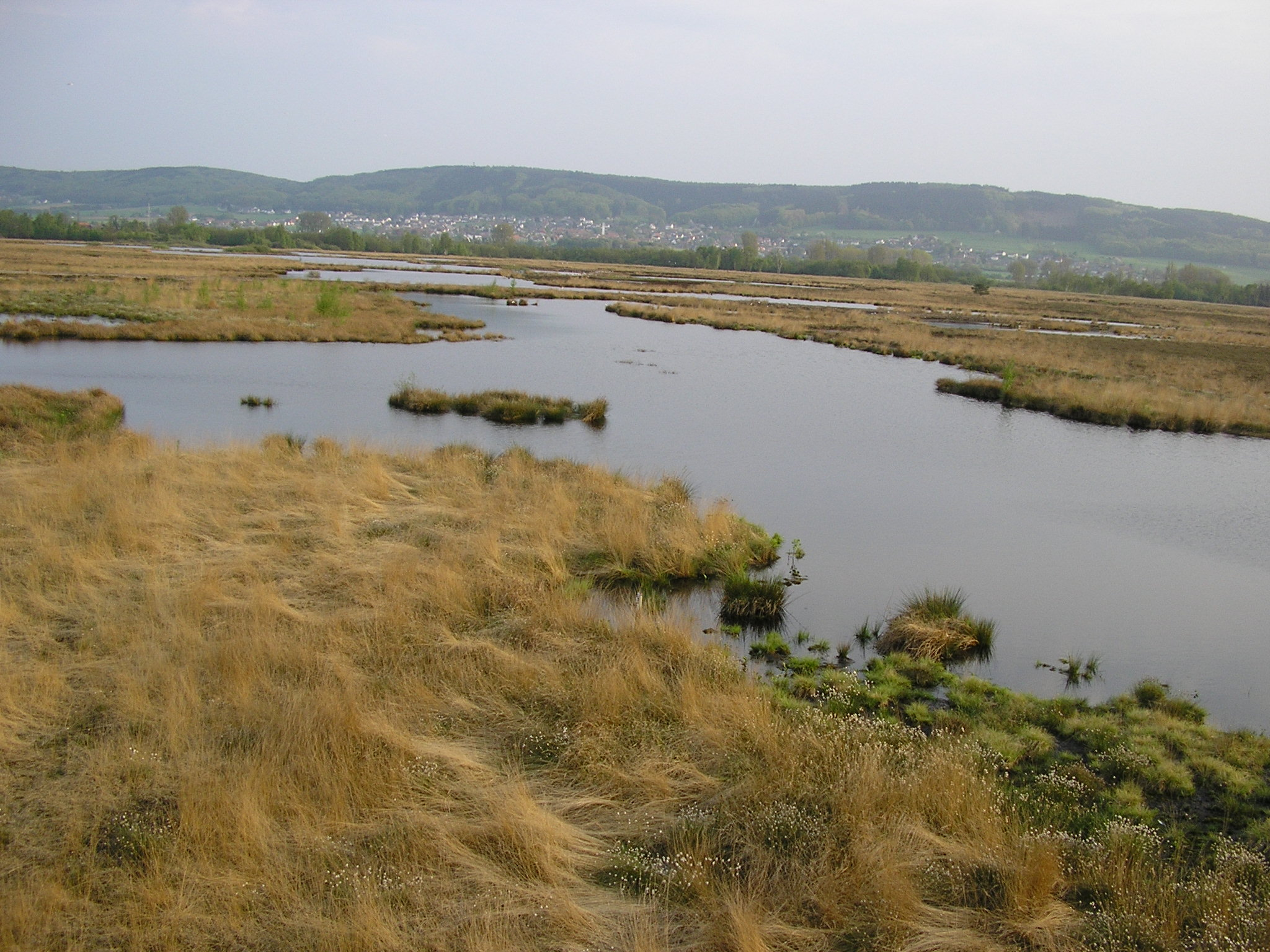
Blick auf den zentralen Bereich des Moores – Die Grenze zwischen der Stadt Lübbecke und der Gemeinde Hille verläuft in der Mitte des Sees
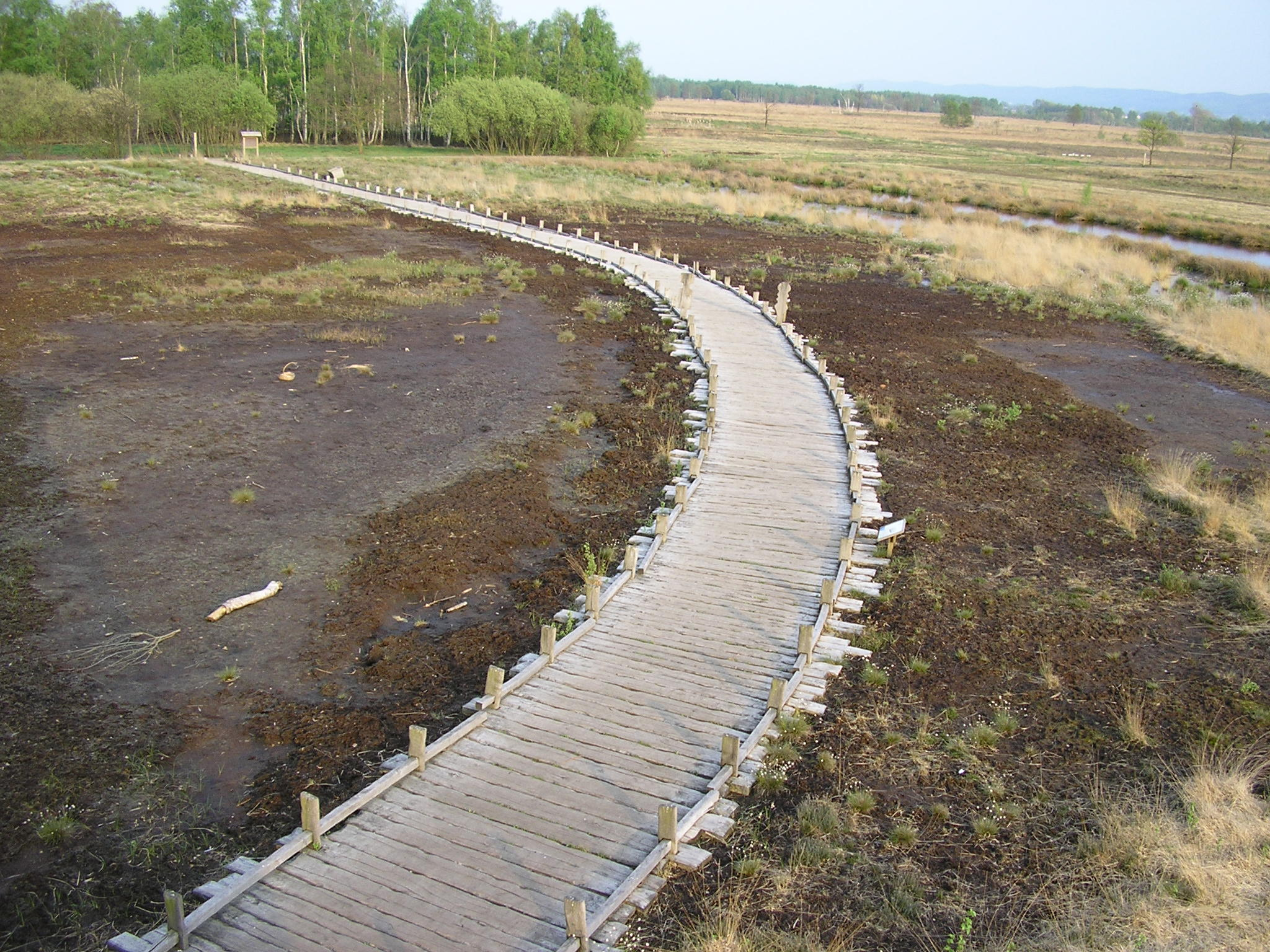
Durch das Moor verläuft der Lehrpfad teilweise über Holzbohlen. Wie im Hintergrund erkennbar, stehen im Randbereich des Moores lichte Birkenwälder
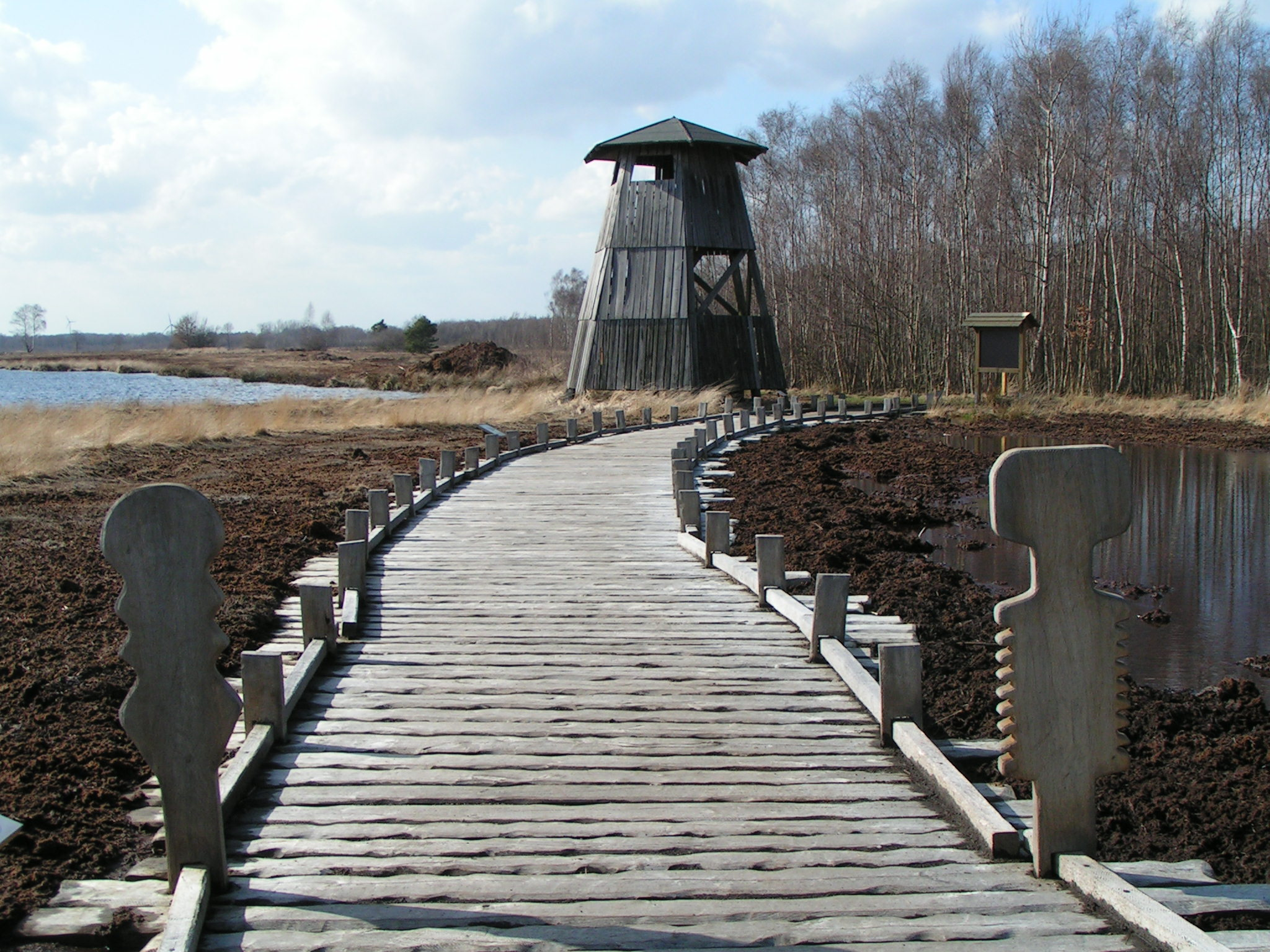
Umgekehrte Blickrichtung: Historischen Markierungen nachempfundene Zeichen und Aussichtsturm

## Bedeutung als europäisches Schutzgebiet
Als ein bedeutender Lebensraum gehört das Schutzgebiet Großes Torfmoor mittlerweile zu den mit EU-Mitteln geförderten Natura 2000-Schutzgebieten. Zusammen mit dem Gebiet Altes Moor bildet es das FFH-Gebiet „Großes Torfmoor, Altes Moor“ (FFH-Gebietsnummer 3618-301, Größe ca. 605 ha).

## Ökologische Bedeutung
Großes Torfmoor und Altes Moor bilden mit der Bastauniederung wesentliche Kerngebiete im Biotopverbund zwischen Weserniederung und dem Bastau-Hunte-Korridor und sind diesbezüglich von herausragender Bedeutung. Für den Naturraum der Dümmer-Geest-Niederung stellt es den typischen Lebensraum eines Hochmoores dar, der neben den eigentlichen Hochmoorbereichen mit einem äußerst strukturreichen Vegetationskomplex auch noch Birken-Moorwald und ausgedehnte Feuchtheiden aufweist. Das Gebiet bietet zahlreichen Tier- und Pflanzenarten – darunter viele seltene und gefährdete Arten, z. B. Bekassine, Krickente und Knäkente sowie Moorfrosch – einen Brut-, Nahrungs-, Durchzugs- und Siedlungsraum ersten Ranges. Sowohl ornithologisch als auch pflanzensoziologisch darf dieses Moor sicher in die Reihe der international wichtigsten Feuchtgebiete eingestuft werden. Aus diesem Grund wurde das Große Torfmoor 1980 als Naturschutzgebiet ausgewiesen. Das Kerngebiet, das eigentliche Hochmoorgebiet, umfasst eine Fläche von ca. 3,5 km², (davon 2,3 km² auf Lübbecker und 1,2 km² auf Hiller Stadt-/Gemeindegebiet). Das gesamte Naturschutzgebiet umfasst dagegen mittlerweile rund 20 km² Fläche. Zur Fauna gehört unter anderem auch der Weißstorch, der innerhalb Westfalens im Kreis Minden-Lübbecke seinen Verbreitungsschwerpunkt hat.
Nah beim Moor liegt bereits der Naturpark Wiehengebirge (im Süden), die Naturschutzgebiete Altes Moor und Freimoor (im Norden) und die entlang des Kanals gelegenen Naturschutzgebiete Gehlenbecker Masch, Rauhe Horst – Schäferwiesen, Ellerburger Wiesen und Bastauwiesen. Insgesamt liegt das Große Torfmoor daher in einem großräumigen Biotopverbund.

## Flora und Fauna
Im Großen Torfmoor nistet die Bekassine, eine typische Moorvogelart. Zudem findet man dort Pflanzen wie die Moosbeere, den Sonnentau und die Rosmarinheide sowie verschiedene Torfmoose.

## Touristische Bedeutung

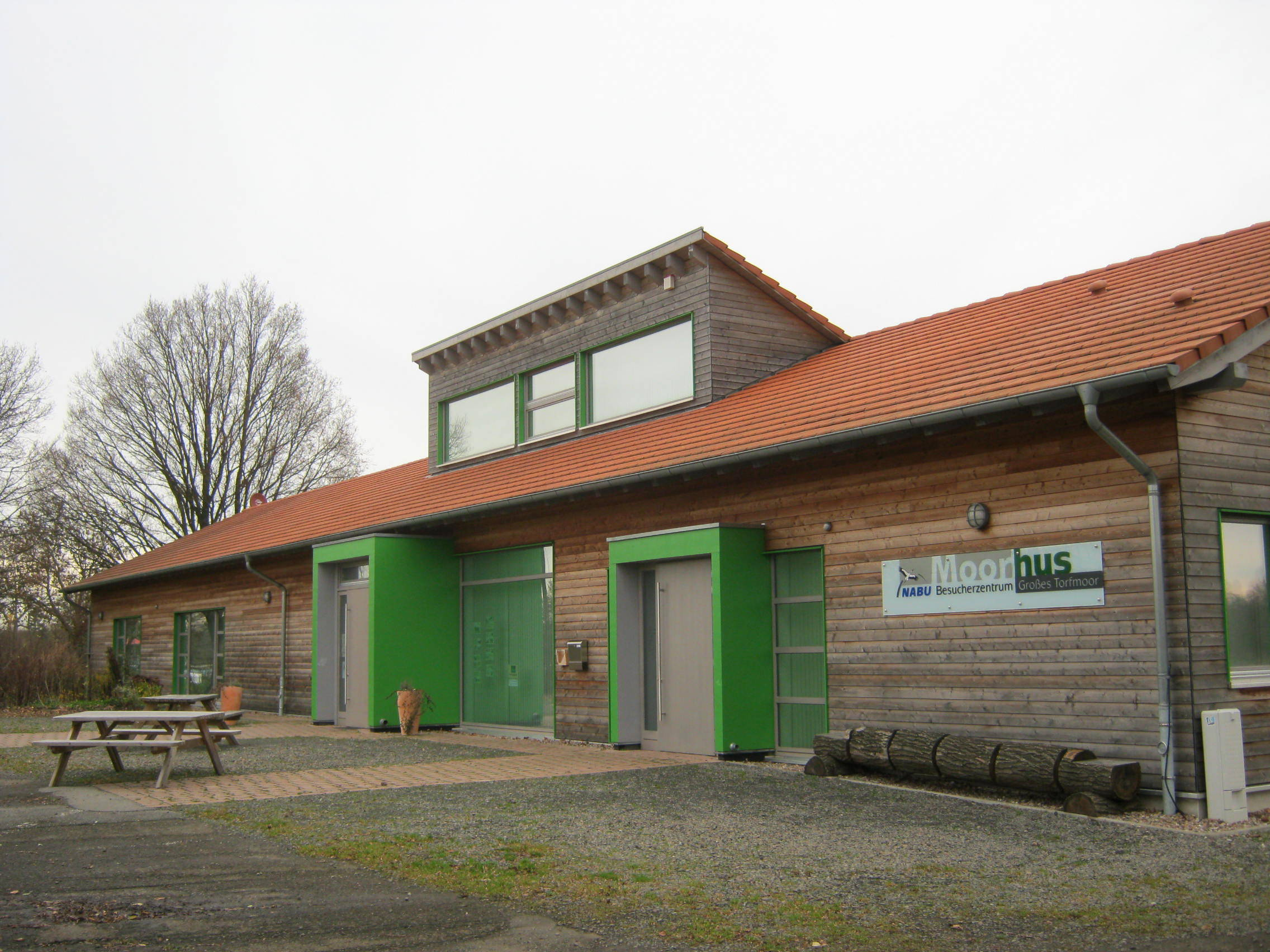
Moorhus von Südwesten, 2015

Vier gut ausgeschilderte Rundwanderwege (Moor-Erlebnis-Pfad) mit Schutzhütten erschließen dem umsichtigen Besucher eine einzigartige Landschaft. Im Bereich des zentralen Hochmoores laufen diese Wege über drei Dämme, die ab 1843 errichtet wurden. Entlang der erschlossenen Wege gibt es vereinzelt Aussichtstürme, die einen Überblick über das Moor ermöglichen.

### NABU-Besucherzentrum Moorhus
Das 2013 eröffnete NABU-Besucherzentrum Moorhus am Westrand des Moores neben dem Freibad Gehlenbeck ist eine Umweltbildungseinrichtung, die zum nordrhein-westfälischen Landesnetzwerk der Bildung für nachhaltige Entwicklung gehört. Der Träger der Einrichtung bietet ein vielfältiges Bildungsangebot, das neben Moorführungen Veranstaltungen im Besucherzentrum und im angelegten Moorgarten beinhaltet.
Das Gebäude bietet Seminarräume, ein Café, einen Laden, eine Dauerausstellung und eine Wechselausstellung. Die ca. 150 m² große Dauerausstellung informiert Besucher u. a. über die Funktionsweise von Hochmooren, deren Bedeutung für das Klima, die ehemalige wirtschaftliche Nutzung des Großen Torfmoores, durchgeführte Regenerationsmaßnahmen und die hochmoortypische Flora und Fauna.
Naturschutzmaßnahmen für das Große Torfmoor und die angrenzenden Moor- und Grünlandflächen werden vom Moorhus aus sichergestellt.